# Vielsalm
Vielsalm là một đô thị ở tỉnh Luxembourg. Ngày 1 tháng 1 năm 2007 đô thị này có dân số 7.339 người, tổng diện tích là 139,76 km², với mật độ dân số 52.5 người trên mỗi km².